# لبان حبشي
لبان حبشي أو بستج حبشي أو طوس مزهار أو طوس (الاسم العلمي: Boswellia papyrifera)، شجرة متوسطة القد من فصيلة البخورية موطنها بلاد الحبشة، تُعطي بالحَزّ راتنجًا مشهورًا يُعتبر أفخر بخور وأثمنه.